# Салими, Мохаммад
Мохаммад Салими (перс.  محمد سليمي‎; 1937, Мешхед, Иран — 30 января 2016) — иранский военачальник, генерал-майор.
Бывший министр обороны и бывший командующий Вооружёнными силами ИРИ.

## Служба
По окончании Высшей школы Салими поступил на службу в армию. Служил в различным частях связи.

### Ирано-иракская война
Во время ирано-иракской войны 1980—1988 годов Мохаммад Салими руководил операциями на южном фронте. Был ранен.

### Карьера
- 1981—1985: Министр обороны ИРИ
- 2000—2005: Командующий Вооружёнными силами ИРИ